# Peggy Guggenheim
Marguerite "Peggy" Guggenheim, född 26 augusti 1898 i New York, död 23 december 1979 i Camposampiero nära Padua, Italien, var en amerikansk konstsamlare. Hon föddes i en förmögen New York-familj som dotter till Benjamin Guggenheim och brorsdotter till Solomon R. Guggenheim, Guggenheimstiftelsens grundare. 